# Каримов, Таир
Таир Каримов — советский хозяйственный, государственный и политический деятель, Герой Социалистического Труда.

## Биография
Родился в 1906 году в кишлаке Каракчикум (ныне — Джахонзеб в Канибадамском районе Согдийской области). Член КПСС с 1938 года.
С 1919 года — на хозяйственной, общественной и политической работе. В 1919—1966 гг. — батрак, заведующий магазином сельского потребительского общества, председатель колхоза в Канибадамском районе, директор Каракчикумской МТС в Канибадамском районе, председатель исполкома Канибадамского районного Совета депутатов трудящихся, заместитель председателя исполкома Ленинабадского областного Совета депутатов трудящихся, первый секретарь Ленинабадского райкома партии, заместитель начальника управления сельского хозяйства исполкома Ленинабадского областного Совета депутатов трудящихся, первый секретарь Куйбышевского, Кировабадского, Канибадамского райкомов КП Таджикистана, председатель колхоза в Канибадамском районе.
Указом Президиума Верховного Совета СССР от 17 января 1957 года присвоено звание Героя Социалистического Труда с вручением ордена Ленина и золотой медали «Серп и Молот».
Награждён орденом «Знак Почёта» (28.04.1940) — «за активное участие в строительстве величайшего в Союзе ССР ирригационного сооружения Большого Ферганского канала имени тов. И. В. Сталина и проявленные при этом выдающиеся успехи».